# اچ‌ام‌اس البمارل (۱۶۸۰)
اچ‌ام‌اس البمارل (۱۶۸۰) (به انگلیسی: HMS Albemarle (1680)) یک کشتی بود که طول آن ۱۶۲ فوت (۴۹٫۴ متر) بود.